# María Arboleda
María Isabel Arboleda (ur. 4 lub 6 kwietnia 2005) – kolumbijska lekkoatletka specjalizująca się w skoku wzwyż.

## Kariera
W 2022 roku została srebrną medalistką mistrzostw Kolumbii do lat 18. Rok później wystąpiła na mistrzostwach Ameryki Południowej juniorów w Bogocie, na nich zdobyła srebrny medal. Tego samego koloru krążek wywalczyła też na seniorskich mistrzostwach Ameryki Południowej w São Paulo.
Wystąpiła na rozgrywanych w 2024 halowych mistrzostwach kontynentu, na których otrzymała tytuł wicemistrzowski, a także mistrzostwach ibero-amerykańskich w Cuiabie – tutejszy występ zwieńczyła brązowym medalem. Na juniorskim czempionacie Ameryki Południowej, które odbyły się w 2024 roku w Limie, po raz drugi wywalczyła medal zawodów tej rangi, tym razem złoty. Uczestniczyła w światowym czempionacie U20 rozgrywanym także w Limie, gdzie awansowała do finału, który zakończyła na 5. miejscu. W Bucaramandze otrzymała złoty medal młodzieżowych mistrzostw Ameryki Południowej.
Rekord życiowy skoczkini wzwyż to 1,88 m, został on ustanowiony 28 września 2024 roku.